# 960 (szám)
A 960 (római számmal: CMLX) egy természetes szám.

## A szám a matematikában
A tízes számrendszerbeli 960-as a kettes számrendszerben 1111000000, a nyolcas számrendszerben 1700, a tizenhatos számrendszerben 3C0 alakban írható fel.
A 960 páros szám, összetett szám, hat egymást követő prímszám összege (149 + 151 + 157 + 163 + 167 + 173), Harshad-szám. Kanonikus alakban a 26 · 31 · 51 szorzattal, normálalakban a 9,6 · 102 szorzattal írható fel. Huszonnyolc osztója van a természetes számok halmazán (az első olyan szám, amelynek pontosan 28 osztója van), ezek növekvő sorrendben: 1, 2, 3, 4, 5, 6, 8, 10, 12, 15, 16, 20, 24, 30, 32, 40, 48, 60, 64, 80, 96, 120, 160, 192, 240, 320, 480 és 960.
Tizenegyszögszám.
Erősen bővelkedő szám: osztóinak összege nagyobb, mint bármely nála kisebb pozitív egész szám osztóinak összege.